# Гийома, Адольф
Адо́льф Гийома́ (4 января 1863 — 1940) — французский военный деятель, дивизионный генерал (1915), участник подавления Ихэтуаньского восстания и Первой мировой войны.

## Биография
В 1884 году окончил Сен-Сирскую военную школу, затем Академию Генштаба (1905). Служил в морской пехоте. Участвовал в подавлении Ихэтуаньского восстания и Первой мировой войне.
С 1903 года был преподавателем тактики в Сен-Сирской военной школе, затем служил в военном министерстве. С началом Первой мировой войны, в сентябре 1914 года возглавил 33-ю пехотную дивизию. В феврале 1915 года получил звание Дивизионный генерал и возглавил 1-й армейский корпус, с которым участвовал в обороне крепости Верден и наступлении на Сомме. В конце 1916 года, назначен командующим 2-й армией. В декабре 1917 года назначен командующим так называемой Восточной армией на Салоникском фронте, в состав которой входили французские, английские, сербские, греческие, итальянские и русские войска. Разработал план наступления на 1918 год, против болгарской армии, однако в июне 1918 года, был внезапно отозван во Францию и назначен военным комендантом Парижа. С октября 1918 года и до конца войны командовал 5-й французской армией.
После войны входил в состав Высшего военного совета и генерал-инспектор армии. В 1925 году короткое время был военным министром Франции. В 1924—1930 годах командующий французскими войсками в Германии.